# José Cleto
José Pacheco Cleto (Clevelândia, 22 de janeiro de 1901 — União da Vitória, 17 de outubro de 1960) foi um empresário, cineasta e político brasileiro. Cleto é considerado um dos pioneiros do cinema paranaense.

## Biografia
Nascido no sudoeste do Paraná no início do século XX, transferiu residência para a cidade de Porto União e, na década de 1920 constituiu a empresa Cleto Porto Film, uma produtora cinematográfica. Através da Porto Film e com uma filmadora alemã à manivela e de madeira, marca Ernemann Werke de 35mm, realizou, no ano de 1928, o filme de média-metragem Nossa Terra, mostrando os aspectos das cidades conjuminadas de Porto União (SC) e União da Vitória (PR). Nossa Terra é a única obra cinematográfica de Cleto, e levou aproximadamente dois anos para ser exibida nos cinemas.
Entre os anos de 1947 a 1951 foi o prefeito de União da Vitória e, nesta cidade, inaugurou, em outubro de 1951, o Cine Luz.
Era filho do deputado estadual do Paraná, na República Velha, José Julio Cleto da Silva (1880-1953), e neto de José Cleto da Silva (1843-1912), o Professor Cleto, ilustre educador e deputado da província imperial do Paraná na legislatura de 1880 a 1881.
Foi pai de Josaphat Porto Lona Cleto (1930-2023), procurador-geral de Justiça do Ministério Público do Estado do Paraná de 1983 a 1985.
José Pacheco Cleto faleceu aos 59 anos e 8 meses.
A filmadora utilizada no médio-metragem Nossa Terra, atualmente é peça histórica do acervo da Cinemateca de Curitiba.
A Rua José Cleto e o Aeroporto Municipal José Cleto são as homenagens do município de União da Vitória ao ex-prefeito da cidade e pioneiro do cinema paranaense.